# Камиј Жордан
Мари Енемон Камиј Жордан (фр. Marie Ennemond Camille Jordan; Лион, 5. јануар 1838 — Париз, 22. јануар 1922) је био француски математичар, познат по фундаменталном раду на теорији група и утицајном курсу математичке анализе.

## Детињство и младост
Камијов отац био је инжењер образован на Политехничкој школи у Паризу. Камиј Жордан рођен је 5. јануара 1838. у Лиону у Француској. Гимназију и колеџ завршио је у Лиону. Уписао је 1855. париску Политехничку школу (École polytechnique). Ту је студирао математику и као и многи други француски математичари дипломирао је као инжењер. Радио је као инжењер, али значајан део времена посветио је математичким истраживањима. Докторирао је математику 1861.

## Након доктората
Након доктората наставио је да ради као инжењер у Привау, Шалону сир Саон и коначно у Паризу. Оженио се 1862. ћерком заменика градоначелника Лиона, а са њом је имоа осморо деце. Од 1873. радио је као испитивач на Политехничкој школи, а професор математичке анализе постао је 1876. Био је такође професор на Колеџ де Франс од 1883.

## Касни живот
Жордан се повукао 1912. За време Првога светскога рата изгубио је тројицу од шест синова. Од преосталих синова један је постао министар, други професор историје на Сорбони, а трећи је био инжењер. Жордан је изабран у Академију наука 1881. Легију части добио је 1890. Изабран је 1920. у Стразбуру за почаснога председника Међународнога конгреса математичара.

## Теорија група
У прво време највише се бавио топологијом. Увео је значајне тополошке концепте 1866. Увео је појам хомотопије путева. Посебно се интересовао за теорију коначних група. Жордан је био први, који је развио систематски прилаз теорији коначних група. За Жордана група је била оно што ми сматрамо пермутационом групом. Концепт апстрактне групе појавити ће се касније. Рад на теорији група од 1860. до 1870. објавио је 1870. у великом раду Traité des substitutions et des équations algebraique. За тај рад Академија наука му је уручила специјалну награду. Том првом књигом из теорије група пермутационе групе добиле су централну улогу у математичким истраживањима. Жордан је 1869. почео да користи концепт група у геометрији да би могао да проучава кристалну структуру. Разматрао је класификацију група Еуклидских трансформација у тродимензионалном простору. Захваљујући раду на групама постао је светски познат, па су га 1870. посетили Софус Ли и Феликс Клајн, који су једно време заједно са њим проучавали групе. Жорданов рад на групама Еуклидских трансформација утицао је на Лијев и Клајнов рад на непрекидним групама.

## Жорданови теореми
Познат је по Жордановој нормалној форми, званој и Жорданова канонска форма у линеарној алгебри. Исто тако познат је по Жордановој теореми у топологији, по коме свака Жорданова крива дели простор на унутрашњи и спољни део. У математичкој анализи постоји Жорданова мера. У теорији група познат је по Жордан-Шуровом теорему или Жордановом теорему коначних линераних група. Поред тога познат је и по Жордан-Хедеровом теорему сложених редова.